# Саманы
Саманы (каз. Саманы) — упразднённое село в Карабалыкском районе Костанайской области Казахстана. Исключено из учётных данных в 2023 году. Входило в состав Боскольского сельского округа. Находится примерно в 56 км к западу от районного центра, посёлка Карабалык. Код КАТО — 395035200.

## Население
В 1999 году население села составляло 201 человек (96 мужчин и 105 женщин). По данным переписи 2009 года, в селе проживало 87 человек (48 мужчин и 39 женщин).